# Chlorophytum trichophlebium
Chlorophytum trichophlebium är en sparrisväxtart som först beskrevs av John Gilbert Baker, och fick sitt nu gällande namn av Inger Nordal. Chlorophytum trichophlebium ingår i släktet ampelliljor, och familjen sparrisväxter. Inga underarter finns listade i Catalogue of Life.